# 51st (Highland) Division
Die 51st (Highland) Division (deutsch 51. Division) war eine Formation der britischen Armee, die im Ersten Weltkrieg zur ersten Mobilisierungswelle von fünfzehn Divisionen (Nr. 42–66) der Armeereserve (Territorial Force) gehörte. Die zum großen Teil aus schottischen Soldaten bestehende 51st (Highland) Division kämpfte ab Mai 1915 in fast allen großen Schlachten an der Westfront.
Nach der Demobilisierung 1919 wurde die Division zu Beginn des Zweiten Weltkrieges als 51st (Highland) Infantry Division im August 1939 neuerlich aktiviert. Sie kämpfte zunächst in Frankreich (1940). Sie verlegte 1941/42 neu organisiert zum Afrikafeldzug nach Nordafrika und beteiligte sich im Sommer 1943 an der Operation Husky, der Landung auf Sizilien.
Im Juni 1944 nahm sie an der Invasion in der Normandie teil und nach der Besetzung Nordfrankreichs und Belgiens an der Befreiung von Nord-Brabant (Operation Pheasant, 20. Oktober bis 4. November 1944). Während des ersten Teils der Ardennenoffensive bildete sie einen Teil der Reserve.
Im Februar 1945 nahm sie an der Schlacht im Reichswald (Operation Veritable) teil und Ende März setzte sie bei Rees über den Rhein. Am 8. Mai 1945, dem VE-Day, stand sie bei Bremerhaven.

## Geschichte

### Erster Weltkrieg

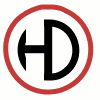
Divisionzeichen im Ersten Weltkrieg

Die Aufstellung der schottischen 51st (Highland-)Division wurde nach der Reform des Staatssekretärs für Krieg, Richard Haldane, schon 1908 beschlossen und vollzogen. Als im August 1914 der Erste Weltkrieg ausbrach, musste die Division ihr jährlich bezogenes Sommerlager verlassen und in die Heimatgarnison zurückkehren. Alle Einheiten wurden am 5. August 1914 für den Vollzeit-Kriegsdienst verpflichtet. Eine Woche später begann in Bedford das Training für den Kriegsdienst. Am 22. Oktober 1914 inspizierte König Georg V. die Division, die zwischen November 1914 und März 1915 die zuerst aktivierten Bataillone der 4th Seaforths, 6th Gordons, und 7th Argyll and Sutherland Highlanders nach Frankreich zur Verstärkung des BEF absandte. Zu Beginn des Jahres 1915 hatte die Highland-Division bereits sechs ihrer Vorkriegsbataillone für die Westfront abgegeben. Die folgenden Brigaden der Division wurden mit den 2/4th Seaforths, 2/6th Gordons, and 2/7th Argyll and Sutherland Highlanders zusammengestellt. Kurz vor der Absendung nach Frankreich wurde die Einheit mit zwei neuen Lowland-Bataillonen und einer englischen Brigade von der West Lancashire Division aufgefüllt und als 51st (Highland) Division neu organisiert.
152nd Infantry Brigade
- 5th und 6th Battalion, Seaforth Highlanders
- 6th und 8th Battalion, Argyll and Sutherland Highlanders

153rd Infantry Brigade
- 5th und 7th Battalion, Gordon Highlanders
- 6th und 7th Battalion, Black Watch

154th Infantry Brigade
- 1/4th Battalion, Royal Lancaster Regiment
- 1/4th Battalion, Loyal North Lancashire Regiment
- 1/8th Battalion, Kings (Liverpool) Regiment
- 2/5th Battalion, Lancashire Fusiliers

### 1915
Die Highland-Division unter Generalmajor Richard Bannatyne-Allason wurde ab 13. April 1915 nach Southampton und Folkestone abtransportiert, wo die Einschiffung nach Frankreich erfolgte. Die Division überquerte den Kanal zwischen 30. April und 3. Mai und wurde bis zum 6. Mai in der Gegend von Lillers und Robecq versammelt. Am 19. Mai 1915 war sie im Bereich Estaires und an der Lys konzentriert. Ende Mai wurden die 2/5th Lancashire Fusiliers zum weiteren Training nach Saint-Omer verbracht und von den 6th Scottish Rifles abgelöst. Zwei Monate später wurden die Fusiliers an die Front zurückgesandt, die 6th Scottish Rifles wurden als zusätzliches Bataillon der 154th Brigade zugeteilt.
Während der Schlacht von La Bassée (15. – 25. Mai 1915) wurde die 51st Division im Abschnitt der 1st Army eingesetzt und im Rahmen des IV. Corps (Rawlinson) zusammen mit der 7th Division bei Festubert und gegen die Höhen bei Aubers angesetzt. Ab 22. Mai wurde die Division zum Indischen Korps (James Willcocks) überstellt, mit der kanadischen 1st Canadian Division bei La Quinque zur Deckung des rechten Flügels. Unter Verlust von 1500 Soldaten drang die Division auf einer Breite von mehreren Kilometern und etwa 600 Meter Tiefe in die deutschen Stellungen ein.
Am 26. Juli begann die Verlegung über Amiens nach Mericourt an die Somme, wo am 26. September Generalleutnant George Montague Harper den Befehl der Division übernahm. Ende Juli 1915 übernahm die 51st Division von den Franzosen bis Ende Dezember den Abschnitt Authuille, Aveluy und La Boisselle. Später erstreckte sich deren Stellungen bis zum Südufer des Flusses Ancre, wo die Front der indischen Kavalleriedivision anschloss. Im Dezember 1915 verließen vier schottische Bataillone (4th Camerons, 4th und 5th Black Watch und 4th Seaforths) die 154th Brigade, um die 55th (West Lancashire) Division zu bilden. Die neuaufgestellte 154th Brigade wurde mit den 4th Gordons, 7th Argyll and Sutherlands und 9th Royal Scots der Division zugeteilt.

### Kämpfe an der Somme und Scarpe 1916
Bis Februar 1916 erholte sich die Division in Villers-Bocage, wo man Gelegenheit bekam, die Stadt Amiens beim Freigang kennenzulernen. Nach einigen Wochen Training bei Corbie löste die Division Anfang März französische Kontingente an der Linie von Neuville-Saint-Vaast bis Roclincourt ab.
152th Brigade

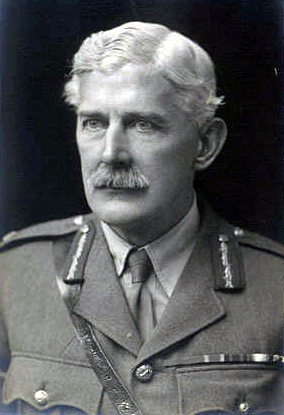
Der Divisionskommandeur General George Montague Harper

- 5th Battalion, Seaforth Highlanders (Sutherland and Caithness)
- 6th Battalion, Seaforth Highlanders (Morayshire)
- 6th Battalion, Gordon Highlanders (Banff and Donside)
- 8th Battalion, Argyll and Sutherland Highlanders (Argyll)

153rd Brigade
- 5th Battalion, Gordon Highlanders (Buchan and Formartin)
- 6th Battalion, Royal Highlanders (Black Watch aus Perthshire)
- 7th Battalion, Royal Highlanders (Black Watch aus Fife)
- 7th Battalion, Gordon Highlanders (Deeside)

154th Brigade
- 4th Battalion, Gordon Highlanders (Aberdeen)
- 7th Battalion, Argyll and Sutherland Highlanders (Stirling und Kinross)
- 9th Battalion, Royal Scots (Edinburgh)
- 4th Battalion, Seaforth Highlanders (Rossshire)

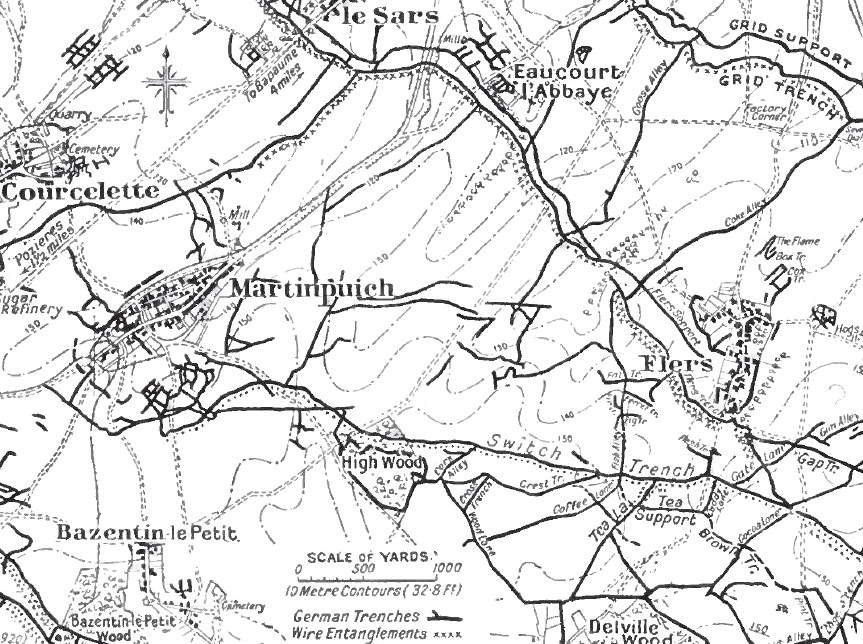
Kampfgelände um den High Wood

Am 12. Juli 1916 verließ die Division den Abschnitt bei Neuville-Saint-Vaast und wurde kurzfristig zwischen Saint-Pol und Aubigny zurückgenommen, um als Reserve für die Schlacht an der Somme zur Verfügung zu stehen. Die Einheit wurde eine Woche darauf aus dem neuen Lager bei Méricourt herangeführt und bei Bazentin im Abschnitt der 4th Army in die Schlacht geworfen. Im Verband des XV. Corps erfolgte am 22./23. Juli ein neuer Angriff gegen den High Wood, die vorne angesetzte 154th Brigade wurde unter schweren Verlusten von den deutschen Truppen zurückgeschlagen. Bis zur Herauslösung am 7. August hatte die Division mehr als 3.500 Mann verloren, darunter 150 Offiziere.
Der nächste Angriff nördlich der Ancre war ursprünglich für die 5th Army am 24. Oktober geplant, aber wegen schlechter Wetterbedingungen erst am 13. November 1916 ausgeführt. Nach zweistündigem Artilleriefeuer führten im Rahmen des V. Corps fünf Divisionen den Angriff: auf der rechten Seite die 63rd (Royal Naval) Division, die 51st und 2nd Division in der Mitte, die 37th Division in Reserve und die 3rd Division auf am linken Flügel. Der vorne eingesetzten 152th und 153th Brigade gelang die Erstürmung von Beaumont-Hamel. Am 14. November wurde ein weiterer Angriff zusammen mit der 2nd Division ausgeführt, der zur Einnahme des „Münchner Grabens“ führte und vor dem „Frankfurter Graben“ festlief. Am 15. November wurde die 154th Brigade in die Schlacht eingeführt und löste am 17. November die 32nd Division ab. Ende November 1916 übernahm die 51st Division von den Kanadiern die Stellungen bei Courcelette, der Stellungskrieg zwischen Albert und Bapaume forderte jetzt enorme Strapazen: manche Besatzungen standen fast bis zur Taille im Schlamm. Die Kämpfe und das Klima an der Somme hatten von der Division im letzten Halbjahr etwa 8000 Soldaten gefordert.

### Arras und Cambrai 1917
Nach dem Winterfrost verlegten die Highlander im März 1917 von der Ancre nach Roclincourt in der Nähe von Arras. Nach intensiven Training für die geplante Frühjahrsoffensive sollte die Division im Abschnitt der 3rd Army im Tal der Scarpe angesetzt werden. Sie wurde bereits als eine der besten Angriffsdivisionen der britischen Armee betrachtet.
Der Angriff der 3. Armee zwischen Lens und Arras startete am 9. April 1917 morgens. Die 51st Division war im Rahmen des XVII. Corps (Charles Fergusson) gegen Thélus angesetzt. Links deckte sie den Hauptstoß von vier kanadischen Divisionen gegen die Höhen von Vimy, auf der rechten Seite begleitete die 34th Division den eigenen Angriff. Am ersten Angrifftag verlor die 51st Division 23 Offiziere und 521 Mann, davon waren 12 Offiziere und 175 gefallen oder verwundet worden, 13.000 Gefangene wurden vom gesamten Korps eingebracht. Ab 12. April übernahm nach dem geglückten Durchbruch das neu eingeführte XIII. Corps mit der 2nd Division die weitere Kampfführung in Richtung auf Arleux. Die deutschen Gegenangriffe setzen verspätet ein, die Ortschaften Oppy und Gavrelle standen im Brennpunkt. Am 23. April wurde südlich der Scarpe zwischen Fampoux und Plouvain angegriffen und um den Ort und Friedhof von Roeux samt der dortigen Chemischen Fabrik wechselhaft gerungen. Am 14. Mai wurde die abgekämpfte 51st endlich von der 4th Division abgelöst.
Ende Mai wurde die Highland-Division nach Norden zur Lys verlegt und nahm im Rahmen des XVIII. Corps (General Ivor Maxse) an der Dritten Flandernschlacht teil, die am 31. Juli eröffnet wurde. Links von der Guards Division unterstützt, wurde der erste Stoß auf Poelcapelle von den Deutschen abgewiesen. In der Schlacht von Pilckem (31. Juli–2. August 1917) scheiterten die Angriffe der Division an der Seite der 39. Division. In der Schlacht an der Menin Road (20.–25. September) wurde die 51st Division zusammen mit der 58th Division angesetzt und lief abermals fest.

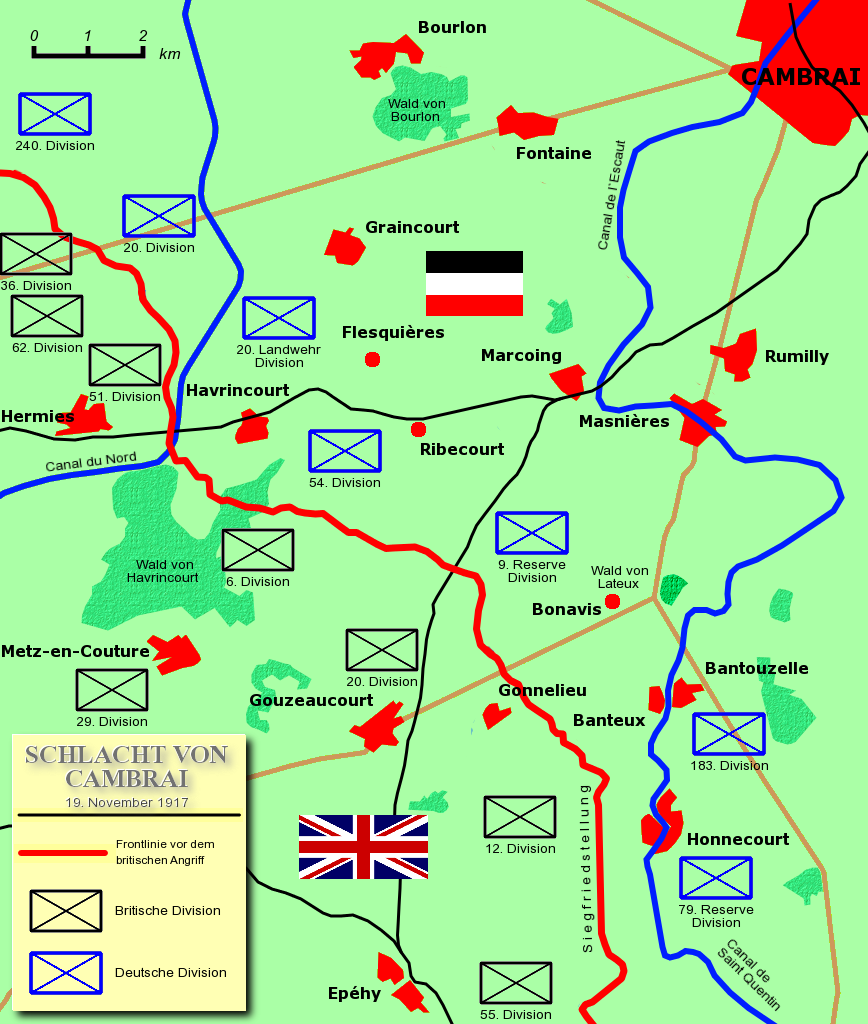
Westliches Vorfeld von Cambrai am 20. November 1917

Ende September verließ die Division Flandern und fand Mitte November im Südwesten von Cambrai neue Stellungen. Während der ersten Phase der Schlacht von Cambrai wurde sie ab 20. November 1917 beim IV. Corps eingesetzt. Der Durchbruch durch die Front der deutschen 2. Armee sollte durch den erstmals geballten Einsatz von Tanks erzwungen werden. Am Nordflügel sollte am ersten Angriffstag das IV. Corps (56th, 36th, 62nd und 51st Division) unter General Charles Woollcombe zwischen Moeuvres und Havrincourt in Richtung auf Flesquières vorgehen. General Harper ließ seine Division im Zentrum der Angriffslinie gegen das Dorf Flesquières ohne Infanteriebedeckung vorrücken, weil er befürchtete, die Tanks könnten feindliches Artilleriefeuer auf seine Männer lenken. Die Highland Division nahm Havrincourt, konnte aber Flesquières noch nicht erreichen. Das Scheitern der Highlander legte die Flanken der links und rechts angesetzten Divisionen frei. Das Dorf Fontaine-Notre-Dame wurde mit Hilfe von Panzern und einigen Staffeln der 1st Cavalry Division gestürmt. Beim deutschen Gegenangriff ab 30. November verteidigte die Highland Division im Rahmen des V. Corps und musste wieder zurückgehen.

### 1918
Zu Beginn des Jahres 1918 sah sich die 51st Division noch an einen ruhigen Frontabschnitt versetzt. Im März 1918 hatte General Harper das Kommando des im Raum östlich von Bapaume stehenden IV. Corps erhalten, die unterstellte 51st Division wurde jetzt von Major-General George T. C. Carter-Campbell befehligt. Das Unternehmen Michael wurde bei der deutschen 17. Armee am 21. März mit starken Artilleriefeuer eingeleitet. Westlich von Moeuvres stehend, wurde die 51st Division am linken Flügel nach zweitägigem Kampf durchbrochen und über Louveral nach Bapaume zurückgedrängt. Die Division verlor bei den Rückzugskämpfen in Richtung auf Hébuterne neuerlich 132 Offiziere und 2.896 Mann. Die abgekämpfte Einheit wurde ab 25. März herausgezogen und an einen ruhigeren Frontabschnitt nach Béthune verlegt, um als Reserve der 1st Army bei Robecq zu fungieren.
Am 9. April 1918 begann mit der deutschen Offensive an der Lys die Vierten Flandernschlacht. Bei Estaires brach die Front der Portugiesen zusammen, die 51st Division verteidigte bei Givenchy, musste aber sofort Teile an die Einbruchstelle werfen, um die Linie Richebourg – St. Vaast zu halten. In der Schlacht von Hazebrouck (12.–15. April) eingesetzt, schlug die Division die deutschen Angriffe gegen die Höhen bei Hinges Ridge und im Wald von Nieppe zurück. Anfang Mai wurde die Division wieder nach Arras verlegt, bei Oppy erholte sie sich bis zum 11. Juli ohne größere Kämpfe. Nach den letzten deutschen Erfolgen an der Marne verstärkten britische Verbände die französische 5e Armée (Berthelot) im Raum südwestlich von Reims und im Raum von Épernay. Sir Douglas Haig entsandte dazu die 15th, 34th, 51st und 62nd Division. Mitte Juli wurde die 51st Division aus dem Raum östlich von St. Pol an die Marne verlegt. Zwischen dem 20. und 31. Juli kämpften die 51st und 62nd Division bei Tardenois mehrere Tage unter französischen Oberkommando im Tal der Ardre bei Marfaux und Mont de Bligny. Im Juli erlitt die Division weitere 175 Offiziere und 3.390 Mann an Verlusten.
Nach Beginn der Hunderttageoffensive wieder an die Scarpe in den Abschnitt der 1st Army verlegt, griff die 51st Division zwischen dem 26. und 30. August zwischen Roeux und Plouvain an und erreichte die Rückeroberung von Monchy-le-Preux. Die erfolgreichen Angriffe auf die Grenland Hills brachten im September 1918 die Überschreitung des Canal du Nord. Im Oktober wurde die 51st Division beim XXII. Corps eingesetzt und kämpfte im Raum zwischen Cambrai und Valenciennes. Zwischen dem 9. und 12. Oktober schob sich die Front zur Selle vorwärts, die Beteiligung an der Schlacht an der Selle (17.–25. Oktober 1918) war der letzte Kampf der Highlanders. Nordöstlich von Iwuy wurde die Einheit nach neuerlichen Verlusten von 2.872 Mann herausgelöst, am 11. November beendigte der Waffenstillstand von Compiègne den Krieg.
Die 51st Division lag am letzten Kriegstag an der belgischen Grenze um La Louvière, zwischen Mons und Charleroi. Die Demobilisierung der Highland-Division begann ab Dezember 1918. Die Bataillone der 6th Black Watch, 4th Seaforth Highlanders und 4th Gordon Highlanders hatten die Ehre, bis Februar 1919 als Teil der Rheinarmee auf dem rechten Rheinufer zu verbleiben. Bis Ende März 1919 hatte auch der Führungsstab Frankreich verlassen. Die Highland-Division wurde im Rahmen der Territorial-Streitkräfte im April 1920 in der Heimat neu organisiert.

## Zweiter Weltkrieg

### Frankreich 1940

Divisionzeichen im Zweiten Weltkrieg

Die 51st Division wurde am 24. August 1939, noch vor Beginn des Zweiten Weltkrieges, mobilisiert. Die 51st (Highland) Infantry Division unter Generalmajor Victor Fortune wurde im April 1940 von der British Expeditionary Force unter Lord Gort in Frankreich zur französischen 3e Armée in der Maginot-Linie abgestellt. Sie wurde nach der Evakuierung von Dünkirchen der französischen 10e Armée an der Somme zugeteilt. Bei Saint-Valéry-en-Caux musste der Großteil der Division zusammen mit französischen Truppen unter General Ihler am 12. Juni vor den Deutschen kapitulieren. General Fortune geriet mit 10.000 Mann in Gefangenschaft. Die 154th Brigade war zuvor vom Rest der Division abgetrennt worden und entging so der Gefangenschaft. Sie wurde im Zuge der Operation Cycle über Le Havre evakuiert.
152nd Infantry Brigade
- 4th Battalion, Seaforth Highlanders
- 6th Battalion, Seaforth Highlanders
- 4th Battalion, Cameron Highlanders
- 2nd Battalion, Seaforth Highlanders
- 152nd Infantry Brigade Anti-Tank Company

153rd Infantry Brigade
- 4th Battalion, Black Watch
- 5th Battalion, Gordon Highlanders
- 6th Battalion, Gordon Highlanders
- 1st Battalion, Gordon Highlanders
- 1st Battalion, Black Watch
- 153nd Infantry Brigade Anti-Tank Company

154th Infantry Brigade
- 6th Battalion, Black Watch
- 7th Battalion, Argyll and Sutherland Highlanders
- 8th Battalion, Argyll and Sutherland Highlanders
- 1st Battalion, Black Watch
- 154th Infantry Brigade Anti-Tank Company

Im August 1940 hatte die bisherige Schwestereinheit, die 9th (Highland) Division, die Tradition direkt fortzuführen und wurde als neue 51st Division umorganisiert. Die 26th und 27th Brigade wurde zur 152th umbenannt, aus der 28th Brigade wurde die neue 153th erstellt, und mit der geretteten 154th Brigade verschmolzen. Erster Kommandeur der neuen Division wurde Alan Cunningham, im Oktober 1940 gefolgt von Neil Ritchie und im Mai 1941 von Douglas Wimberley.

### Nordafrika und Süditalien
Nach ihrer Ankunft bei der 8th Army in Nordafrika im Juni 1942 beteiligte sich die Division an der Zweiten Schlacht von El Alamein (Oktober–November 1942). Sie stand dabei der deutschen 21. Panzer-Division gegenüber. In der Tunesien-Kampagne wurde sie im März 1943 an der Mareth-Linie eingesetzt und brach bei Wadi Akarit nach Norden durch.
Im Juli 1943 nahm die 51st Division unter Major General Wimberley an der Invasion auf Sizilien teil. Sie blieb nach der Beendigung dieses Feldzugs drei weitere Monate auf Sizilien stationiert. Im Herbst 1943 erreichte General Montgomery, dass die 51st (Highland) Division, zusammen mit der der 50th (Northumbrian) Division und der 7th Armoured Division für die geplante Invasion in Nordfrankreich ins Mutterland verlegt wurden.

### Westeuropa 1944/45

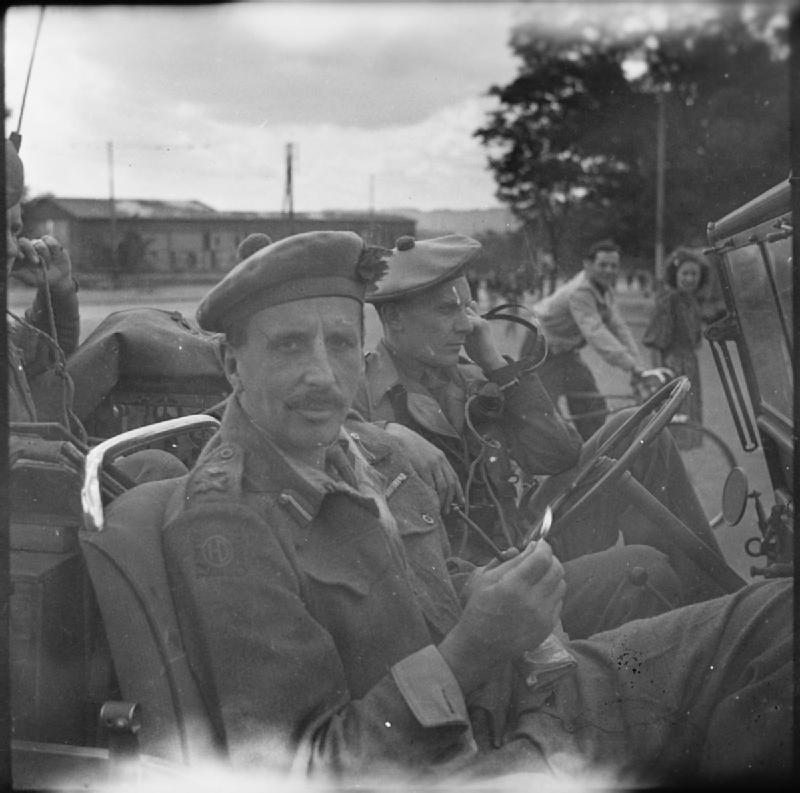
General Tom Rennie

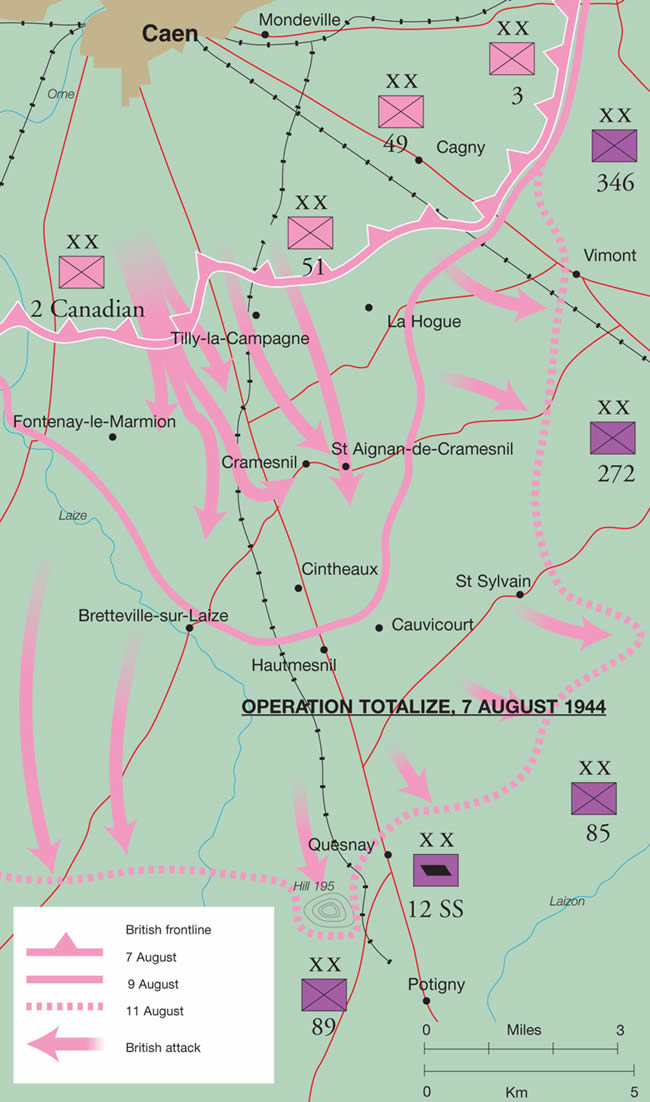
Operation Totalize

Der größte Teil der 51st Division landete im Rahmen der Operation Overlord am 7. Juni 1944 in der Normandie. Zur Unterstützung der kanadischen 3rd Canadian Division und der 6th Airborne Division wurde an die Orne vorgegangen. Während dieser Zeit kämpfte die Division an Orten wie Breville (11./12. Juni) und Colom (11. Juli).
152nd Brigade (Brigadier D. H. Haugh, ab 24. Juni A. J. H. Cassel)
- 2nd Battalion, Seaforth Highlanders
- 5th Battalion, Seaforth Highlanders
- 5th Battalion, Cameron Highlanders

153rd Brigade (Brigadier H. Murray, ab 19. August J.R. Sinclair)
- 5th Battalion, Black Watch
- 1st Battalion, Gordon Highlanders
- 5/7th Battalion, Gordon Highlanders

154th Brigade (Brigadier J. A. Oliver)
- 1st Battalion, Black Watch
- 7th Battalion, Argyll and Sutherland Highlanders
- 7th Battalion, Black Watch

Die Leistungen der 51st Division in der Normandie waren für Montgomery enttäuschend, dies führte zur Ablösung des Generalmajor D. C. Bullen-Smith durch Major-General Thomas Rennie, der bisher die britische 3rd Division geführt hatte. Bei der Operation Goodwood (18. Juli) unterstützte die Highland-Division die Panzereinheiten des I. Corps, welche den Durchbruch im Osten von Caen anstrebten. Die 51st Division kämpfte ab 7. August auch bei der Operation Totalize mit und brach bis 14. August mit der 152th Brigade voran, auf Lisieux durch, die 5th Seaforths stieß bei Favieres noch auf Widerstand.
Nach Einsätzen vor Le Havre und Saint-Valéry-en-Caux folgten Einsätze in der Ardennenschlacht. Am 14. Januar 1945 erreichte die Division als Teil des XXX. Corps den Raum Nisramont. Der weitere Vorstoß führte durch den Westwall, während der Schlacht im Reichswald kam es zwischen dem 17. und 22. Februar zu schweren Kämpfen um Goch. Im März vollzog die Highland-Division zusammen mit der 43rd (Wessex) Division während der Operation Plunder den Rheinübergang bei Rees. Der Divisionskommandeur Rennie wurde dabei am 24. März durch deutsches Mörserfeuer getötet. Sie zog im April 1945 über Bippen, Berge, Quakenbrück und Menslage an die Weser. Bei Böen, Ortsteil von Löningen kam es zu einem Gefecht beim Übergang über den Fluss Hase mit zwei Dutzend toten deutschen und britischen Soldaten. Das Kriegsende im Mai 1945 erfolgte für die Division im Raum Wesermünde.

## Führung
General Officer Commanding der Division waren:
- Major-General Richard Bannatine-Allason (August 1914 – 25. September 1915)
- Major-General George Montague Harper (25. September 1915 – 11. März 1918)
- Major-General George Carter-Campbell (11. März 1918 – Juni 1919)
- Major-General Ewen Sinclair-MacLagan (Juni 1919 – Juni 1923)
- Major-General Archibald Ritchie (Juni 1923 – Juni 1927)
- Major-General William Thomson (Juni 1927 – Juni 1931)
- Major-General James Burnett (Juni 1931 – Juni 1935)
- Major-General Douglas Brownrigg (Juni 1935 – Januar 1938)
- Major-General Victor Fortune (Januar 1938 – Juni 1940)
- Major-General Alan Cunningham (August–Oktober 1940)
- Major-General Neil Ritchie (Oktober 1940 – Juni 1941)
- Major-General Douglas Wimberley (Juni 1941 – August 1943)
- Major-General Charles Bullen-Smith (August 1943 – Juli 1944)
- Major-General Thomas Rennie (Juli 1944 – März 1945)
- Major-General Gordon MacMillan (März – Mai 1945)
- Major-General James Cassels (Mai 1945–1946)
- Major-General Colin Muir Barber (1946 – Mai 1949)
- Major-General Keith Arbuthnott (Mai 1949 – November 1952)
- Major-General James Scott-Elliot (November 1952 – März 1956)
- Major-General Edward Colville (März 1956 – März 1959)
- Major-General Frederick Graham (März 1959 – März 1962)